# Kanał Jamajski
Kanał Jamajski (ang. Jamaica Channel, fr. Canal de la Jamaïque) – cieśnina między przylądkiem Morant Point na wschodnim wybrzeżu Jamajki a półwyspem Tiburon w południowo-zachodnim Haiti. W obszarze cieśniny leży amerykańska wyspa Navassa.